# Barbatana narda
Barbatana narda är en insektsart som beskrevs av Delong och Freytag 1969. Barbatana narda ingår i släktet Barbatana och familjen dvärgstritar. Inga underarter finns listade i Catalogue of Life.